# 沈諸梁
沈尹諸梁（？—？），羋姓，沈尹氏，名諸梁，字子高，又称沈諸梁、叶公高，春秋末期楚國軍事家、政治家，封叶公。

## 簡介
沈尹諸梁的父亲是楚國左司馬沈尹戌。沈尹戌陣亡後，楚昭王任命沈尹戌的兒子沈尹諸梁做葉公。葉在今河南葉縣南旧城，今之叶邑镇。而退休於葉。其後人便以邑地為姓氏，稱為葉氏。

### 白公之亂
前479年，楚國發生了白公之亂，白公勝殺死令尹子西、司馬子期，劫持楚惠王。葉公沈尹諸梁在蔡（负函，今河南省信阳市，蔡国已迁至州来，今安徽鳳台），聞白公胜发難後，遂率方城外之軍前来鎮圧。他由都城北門而入，得到箴尹固和国人的協助，打敗了白公勝。白公勝逃到山中，自縊而死。楚惠王任命葉公高爲令尹兼司馬，葉公高隨後將令尹一職讓給公孫寧，司馬一職讓給公孫寬，自己退居葉地，安享晚年。
前478年，楚惠王占卜子良能否作令尹，沈尹朱说，吉利，超过了他的期望。叶公认为王子不适宜当令尹，于是令尹由公孙宁就任。

### 进攻东夷
前476年秋，沈尹诸梁进攻东夷，三夷的男女和楚军在敖地结盟。

### 葉公好龍
漢朝時，劉向所編著《新序·雜事》中“葉公好龍”故事的主人公。相傳沈尹諸梁喜歡龍，所以家中都繪有龍形圖案，這感動了天上的神龍，神龍於是降臨到沈尹諸梁家，反而把沈尹諸梁嚇得半死，從此葉公好龍，比喻為口是心非之意。